# Трансплантація

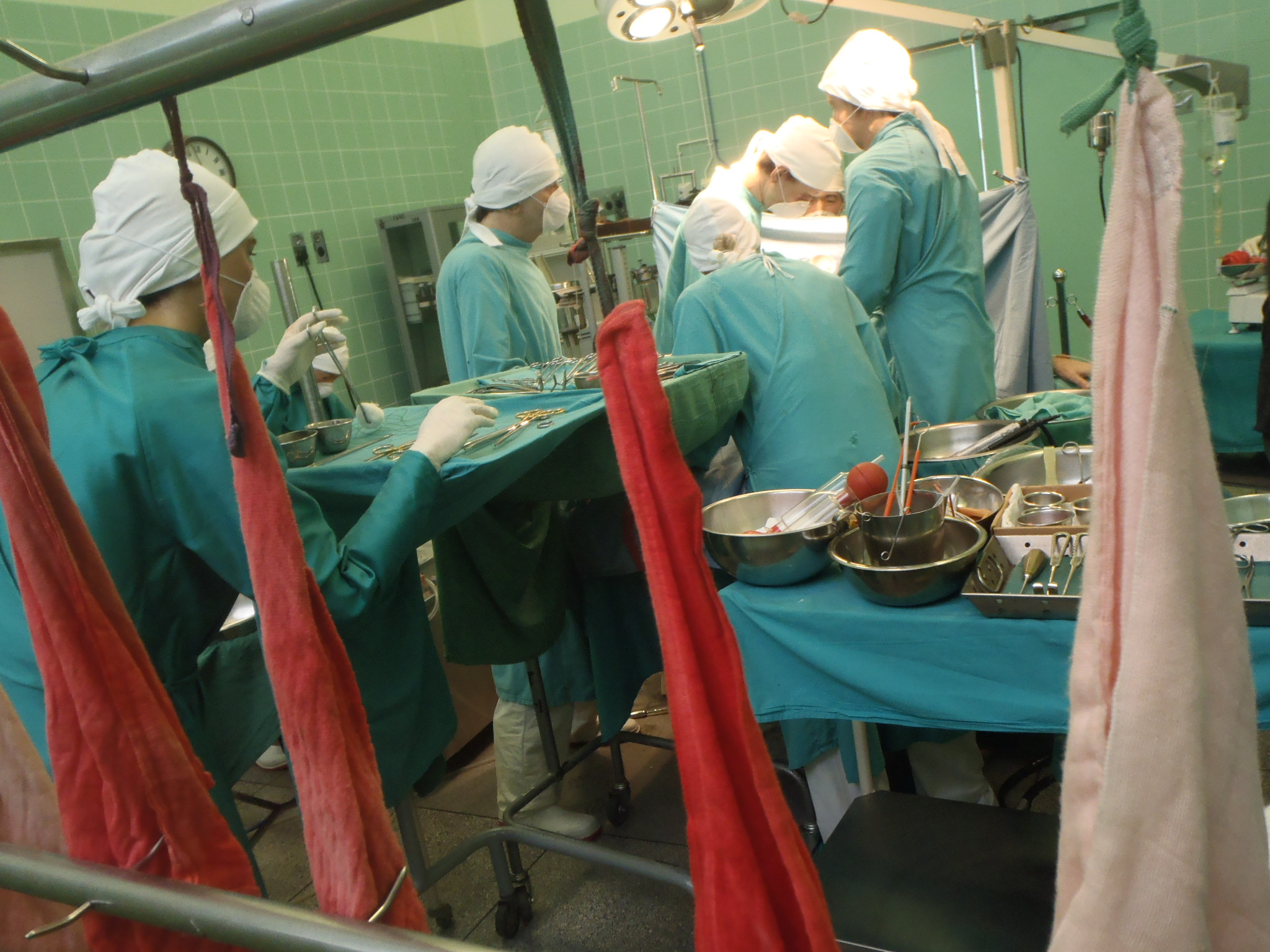
Реконструкція першої пересадки серця, виконаної в Південній Африці в 1967 році

Транспланта́ція (від лат. transplantatio — пересаджування) — метод, що полягає в пересадці реципієнту органу або тканини (трансплантата), взятих у донора, а також клонованих тканин. Трансплантація є базовим методом лікування у трансплантології.
3 квітня 1933 року український хірург Ю. Ю. Вороний, працюючи в Херсоні, вперше у світі виконав клінічну пересадку трупної нирки, звіт про яку був опублікований в італійському журналі «Vinerva Chirurgica», в якому зазначалось, що нирка включилась у кровообіг і почала самостійно функціонувати. Ця пересадка нирки була першою в історії спробою пересадки будь-якого цілого органу людині.

## Види

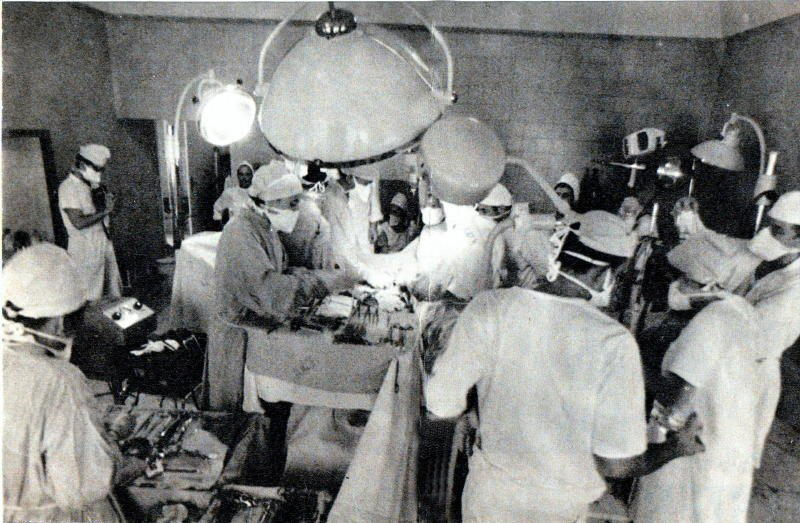
Фото операційної під час проведення першої трансплантації серця в ЧССР (Братислава, 1968)

Розрізняють такі види трансплантації:
- Аутотрансплантація (від грец. αυτός — сам), або аутологічна трансплантація — реципієнт трансплантата є донором самого себе. Наприклад, аутотрансплантація шкіри з непошкоджених ділянок на обпалені широко застосовується при важких опіках. Аутотрансплантація кісткового мозку або гемопоетичних стовбурових клітин після високодозової протипухлинної хіміотерапії широко застосовується при лейкозах, лімфомах і хіміочуттєвих злоякісних пухлинах.
- Ізотрансплантація (гомотрансплантація), або гомологічна трансплантація — донором трансплантата є 100 % генетично і імунологічно ідентичний реципієнту однояйцевий близнюк реципієнта.
- Алотрансплантація (від грец. άλλος — інший), або гетерологічна трансплантація — донором трансплантата є організм того ж виду, що генетично і імунологічно відрізняється від реципієнта.
- Ксенотрансплантація (від грец. ξενος — чужий), або міжвидова трансплантація — трансплантація матеріалу від іншого біологічного виду (наприклад, людині від тварини).
- Клітинна інженерія та клонування, метод вирощування тканин, органів з клітин реципієнта з метою пересаджування. У перспективі клонування тканин і вирощування цілих органів людини із заданими імунологічними характеристиками можуть призвести до того, що 100 % трансплантацій органів будуть гомологічними.

## Об'єкти
Трансплантація — це технічний прийом перенесення матеріалу від донора до реципієнта у життєздатному функціональному стані. Однак до та після виконання трансплантації необхідно здійснити інші діагностичні, запобіжні, лікувальні маніпуляції, які дозволять здійснити її успішно.
Трансплантацію здійснюють для людей, тварин, рослин. Об'єктами трансплантації можуть бути клітини, тканини, органи та їх частини. Трансплантацію генів називають генетичною інженерією.
У клінічній практиці людині найчастіше трансплантують кістковий мозок, шкіру, нирки, печінку і серце. На початку ХХІ сторіччя до цього списку додалися тонка кишка, долі і сегменти печінки, легені, кістки, підшлункова залоза, клітини панкреатичних острівців. Для трансплантації використовуються як трупні, так і отримані від живих донорів органи і тканини. Частіше донорами слугують родичі реципієнта. Після трансплантації в організмі реципієнта розвивається імунна відповідь на численні антигени трансплантата. Найбільш вивчені антигени людини, з якою пов'язана імунна відповідь на трансплантат — це HLA-антигени.

## Хронологія трансплантацій
- 1869: Перша аутотрансплантація шкіри Карлом Бангером, який задокументував перший сучасний успішний шкірний трансплантат на людині. Бунджер відремонтував ніс людини, зруйнований сифілісом, прищепивши м'якоть від внутрішньої частини стегна до носа, методом, що нагадує Сушрутху.
- 1905: Перша успішна трансплантація рогівки Едуардом Зірмом (Чехія)
- 1908: Перша трансплантація шкірного аллотрансплантата шкіри від донора до реципієнта (Швейцарія)
- 1931: Перша трансплантація матки (Лілі Ельба)
- 1950: Перша успішна трансплантація нирки доктором Річардом Лоулером (Чикаго, США)[2]
- 1954: Перша жива трансплантація нирки (однояйцеві близнюки) (США)[3]
- 1954: Перша успішна трансплантація рогівки в Бразилії, перша печінка (Бразилія)
- 1955: Перший алотрансплантат клапана серця в низхідну аорту (Канада)
- 1963: Перша успішна трансплантація легенів Джеймсом Д. Харді з пацієнтом, який прожив 18 днів (США)
- 1964: Джеймс Д. Харді намагається пересадити серце за допомогою серця шимпанзе (США)
- 1964: Пацієнт-людина прожив дев'ять місяців з нирками шимпанзе, ще дванадцять пацієнтів-людей прожили лише один-два місяці, Кейт Ремтсма та команда (Новий Орлеан, США)
- 1965: Перша успішна (жива) трансплантація нирки в Австралії (лікарня королеви Єлизавети, SA, Австралія)
- 1966: Перша успішна трансплантація підшлункової залози Річардом Ліллехеєм та Вільямом Келлі (Міннесота, США)
- 1967: Перша успішна трансплантація печінки Томасом Старцлом (Денвер, США)
- 1967: Перша успішна трансплантація серця Крістіаном Барнардом (Кейптаун, ПАР)
- 1981: Перша успішна трансплантація серця/легенів, Брюс Райтц (Стенфорд, США)
- 1983: Перша успішна трансплантація частки легені Джоелом Купером у лікарні Торонто (Торонто, Канада)
- 1984: Перша успішна подвійна трансплантація органів Томасом Старцлом та Генрі Т. Бансоном (Піттсбург, США)
- 1986: Перша успішна подвійна трансплантація легенів (Енн Гаррісон) Джоелом Купером у лікарні Торонто (Торонто, Канада)
- 1990: Мехмет Хаберал (Анкара, Туреччина)
- 1992: Перша успішна комбінована трансплантація печінки та нирок від живого донора Мехмета Хаберала (Анкара, Туреччина)
- 1995: Перша успішна лапароскопічна жива донорська нефректомія від Ллойда Ратнера та Луї Кавуссі (Балтимор, США)
- 1997: Перша успішна алогенна васкуляризована трансплантація свіжого та перфузованого колінного суглоба людини Гюнтером О. Гофманом
- 1997: Перша жива донорська трансплантація нирки і підшлункової залози Іллінойсу та перша роботизована жива донорська панкреатектомія в США. Медичний центр Університету Іллінойсу
- 1998: Перша успішна трансплантація часткової підшлункової залози донором від Девіда Сазерленда (Міннесота, США)
- 1998: Перша успішна трансплантація руки доктором Жан-Мішелем Дюбернаром (Ліон, Франція)
- 1998: Перший у Сполучених Штатах Америки Медичний центр Університету штату Іллінойс, який проводить трансплантацію печінки від дорослого до дорослого
- 1999: Ентоні Атала (Бостонська дитяча лікарня, США) пересадив перший успішний тканинний інженерний сечовий міхур
- 2000: Перша роботизована донорська нефректомія для трансплантації нирки живого донора у Медичному центрі Університету Іллінойсу
- 2004: Перша трансплантація печінки та тонкої кишки від одного донора до одного реципієнта у Всесвітньому медичному центрі Університету Іллінойсу
- 2005: Перша успішна трансплантація яєчників доктором П. Н. Матре (лікарня Вадія, Мумбаї, Індія)
- 2005: Перша успішна часткова трансплантація обличчя (Франція)
- 2005: Перша роботизована гепатектомія в Медичному центрі Університету США штату Іллінойс
- 2006: Перша парна пожертва Іллінойсу на трансплантацію нирки, несумісну з АВО, Медичний центр Університету Іллінойсу
- 2006: Перша трансплантація щелепи для поєднання донорської щелепи з кістковим мозком від пацієнта, Ерік М. Генден (лікарня Маунт-Сінай, Нью-Йорк, США)
- 2006: Перша успішна трансплантація пеніса людині (пізніше скасована через 15 днів через психологічне неприйняття дружини 44-річного одержувача) (Гуанчжоу, Китай)[4][5]
- 2008: Перша успішна повна трансплантація подвійної руки Едгаром Бімером, Крістофом Гонке та Манфредом Штанглом (Технічний університет Мюнхена, Німеччина)
- 2008: Перша дитина народилася від пересадженого яєчника. Пересадку здійснив доктор Шерман Сільбер в Центрі безпліддя Сент-Луїс, штат Міссурі. Донором є її сестра-близнюк.[6]
- 2008: Перша трансплантація дихальної труби людини за допомогою власних стовбурових клітин пацієнта, Паоло Маккаріні (Барселона, Іспанія)
- 2008: Перша успішна трансплантація майже загальної площі (80 %) обличчя (включаючи піднебіння, ніс, щоки та повіку) Марією Сіміонов (Клініка Клівленду, США)
- 2009: Перша в світі роботизована трансплантація нирки пацієнту з ожирінням у Медичному центрі Університету Іллінойсу
- 2010: Перша повна трансплантація обличчя доктором Джоан Пере Барре та командою (лікарня Університетського університету Валл д'Геброн 26 липня 2010 р., Барселона, Іспанія)
- 2011: Перша трансплантація подвійної ноги доктором Кавадасом та командою (лікарня Валенсії, Ла Фе, Іспанія)
- 2012: Перша роботизована трансплантація алопаратиреоїдів. Чиказький університет Іллінойсу
- 2013: Перша успішна трансплантація обличчя як невідкладна операція, що рятує життя, у відділенні онкології Інституту Марії Склодовської-Кюрі у Гливицях, Польща.[7]
- 2014: Перша успішна трансплантація матки, яка призвела до живонародження (Швеція)
- 2014: Перша успішна трансплантація пеніса. (Південна Африка)[8]
- 2014: Перша трансплантація неонатальних органів. (Велика Британія)[9]
- 2018: Винайдено шкіряний пістолет, який вимагає вирощування невеликої кількості здорової шкіри в лабораторії, а потім розпорошується на обпалену шкіру. Таким чином шкіра заживе впродовж днів, а не місяців, і не залишиться рубців.
- 2022: У США медики уперше виконали експериментальну операцію з пересадки серця генетично модифікованої свині[en] 57-річному Девіду Беннету.[10]

## Суспільство і культура

### Показники успіху
Починаючи з 2000 року і далі, щорічно у всьому світі було зроблено приблизно 2200 трансплантацій легенів. З 2000 по 2006 р середній період виживання пацієнтів з трансплантацією легенів становив 5 з половиною років, тобто, половина пацієнтів прожили коротший період часу, а половина прожили більш тривалий період.

### Порівняльні витрати
Однією з рушійних сил незаконного торгівлі органами та «трансплантаційного туризму» є різниця в цінах на органи та операції з трансплантації у різних регіонах світу. За даними New England Journal of Medicine, людську нирку можна придбати в Манілі за 1000—2000 доларів, але в міській Латинській Америці нирка може коштувати більше 10 000 доларів. Нирки в Південній Африці продавались за ціною до 20 000 доларів. Різниця в цінах на основі раси донорів є рушійною силою привабливого продажу органів у Південній Африці, а також в інших частинах світу.
У Китаї операція з пересадки нирки коштує близько 70 000 доларів, печінки — 160 000 доларів, а серця — 120 000 доларів. Незважаючи на те, що ці ціни все ще недосяжні для бідних, порівняно з платою в США, де на пересадку нирки може знадобитися 100 000 доларів, печінка — 250 000 доларів, а серце — 860 000 доларів, китайські ціни зробили Китай основним постачальником органів та операцій з трансплантації в інші країни.
В Індії операція з трансплантації нирки коштує приблизно за 5000 доларів.

### Безпека
У Сполучених Штатах Америки трансплантація тканин регулюється Управлінням з контролю за харчовими продуктами та лікарськими засобами США (FDA), яке встановлює суворі правила щодо безпеки трансплантації, насамперед спрямовані на запобігання поширенню заразних захворювань. Положення включають критерії скринінгу та тестування донорів, а також суворі правила щодо обробки та розповсюдження тканинних трансплантатів. Трансплантація органів не регулюється FDA. Важливо, щоб комплекси HLA як донора, так і реципієнта були максимально узгоджені, щоб запобігти відторгненню трансплантата.
У листопаді 2007 року CDC повідомила про перший у світі випадок інфікування ВІЛ та гепатиту С, які одночасно передалися при трансплантації органів. Донором був 38-річний чоловік, якого організації з донорства вважали «високим ризиком», і його органи передали ВІЛ та гепатит С чотирьом реципієнтам органів. Експерти стверджують, що причина, чому хвороби не з'явились на скринінгових тестах, ймовірно, полягає в тому, що вони були заражені впродовж трьох тижнів до смерті донора, тому антитіл не було у достатній кількості для виявлення. Криза змусила багатьох закликати до більш чутливих скринінгових тестів, які могли б швидше виявити антитіла у менших концентраціях. Наразі «екрани» не можуть виявити невелику кількість антитіл, вироблених при ВІЛ-інфекції за останні 90 днів або інфекції гепатиту С впродовж останніх 18-21 днів до того, як зробили передачу органів.
Зараз NAT (тестування на нуклеїнову кислоту) проводиться багатьма організаціями із закупівлі органів, і він може виявити ВІЛ та гепатит С безпосередньо впродовж 7-10 днів після зараження вірусом.

### Закони про трансплантацію
І країни, що розвиваються, і розвинені країни розробили різну політику, щоб спробувати підвищити безпеку та доступність трансплантації органів для своїх громадян. Австрія, Бразилія, Франція, Польща та Іспанія заборонили всім дорослим потенційним донорам застосовувати політику "відмови", якщо вони не отримають картки, що вказують неможливість[джерело?]. Проте, хоч потенційні одержувачі в країнах, що розвиваються, можуть відчайдушно відображати своїх розвиненіших колег, потенційні донори в країнах, що розвиваються, цього не роблять. Індійський уряд мав труднощі з відстеженням чорного ринку органів що процвітав у країні, але останнім часом він змінив свій закон про трансплантацію органів, щоб зробити покарання більш жорстким за комерційні угоди щодо органів. Він також включив у закон нові положення про підтримку донорства померлих органів, наприклад, зобов'язання просити про донорство органів у разі смерті мозку. Інші країни, які стали жертвами незаконної торгівлі органами, також реалізували законодавчу реакцію. Молдова зробила міжнародне усиновлення незаконним, побоюючись торгівлі органами. Китай зробив продаж органів незаконним з липня 2006 року і стверджує, що всі донори органів-ув'язнені подали згоду. Однак лікарі інших країн, таких як Велика Британія, звинуватили Китай у зловживанні високим рівнем смертної кари. Незважаючи на ці зусилля, незаконний обіг органів продовжує процвітати і його можна пояснити корупцією в системах охорони здоров'я, яка простежується настільки ж високо, як і самі лікарі в Китаї та Україні, а уряди та програми охорони здоров'я мають заплющити очі до торгівлі органами. Деякі органи також доставляються в Уганду та Нідерланди. Це був основний продукт у трикутній торгівлі в 1934 році.
З 1 травня 2007 року лікарів, які займаються комерційною торгівлею органами, чекатимуть у Китаї штрафи та призупинення роботи. Тільки кільком сертифікованим лікарням буде дозволено проводити трансплантацію органів з метою стримування незаконної трансплантації. Збирання органів без згоди донора також вважалося злочином.
27 червня 2008 р індонезійський Сулайман Даманік, 26 років, визнав себе винним у суді Сінгапуру за продаж своєї нирки виконавчому голові CK Tang, 55-річному Тангу Венгу, за 150 мільйонів рупій (22 200 доларів США). Комітет з етики трансплантації повинен схвалити трансплантацію нирки донора живим донором. Торгівля органами заборонена в Сінгапурі та в багатьох інших країнах, щоб запобігти експлуатації «бідних та соціально незахищених донорів, які не здатні робити усвідомлений вибір і зазнають потенційних медичних ризиків». 27-річний Тоні, інший обвинувачений, у березні подарував нирку індонезійському пацієнту, стверджуючи, що він був «прийомним» сином пацієнта, і йому виплатили 186 мільйонів рупій (20 200 доларів США). Після засудження обидва отримали б по 12 місяців в'язниці або 10 000 сингапурських доларів (7600 доларів США) штрафу.
У статті, опублікованій у квітневому номері журналу Econ Journal Watch, економіст Алекс Табаррок досліджував вплив законів про пряму згоду на наявність органів для трансплантації. Табаррок виявив, що соціальний тиск, що чинить опір використанню органів трансплантації, з часом зменшувався, оскільки збільшувалася можливість прийняття індивідуальних рішень. Табаррок завершив своє дослідження, припускаючи, що поступове скасування обмежень щодо донорства органів та перехід на вільний ринок продажу органів збільшить пропозицію органів та заохотить широке суспільне сприйняття донорства органів як практики.
У Сполучених Штатах у 24 штатах немає закону, який би забороняв дискримінацію потенційних реципієнтів органів на основі когнітивних здібностей, включаючи дітей. Дослідження 2008 року показало, що з опитуваних центрів трансплантації в цих штатах 85 відсотків вибирали донорів з інвалідністю, а сорок чотири відсотки відмовляли у пересадці органу дитині з вадами розвитку нервової системи.
В Україні, через застарілість законодавства у цій сфері українці переважно проводять трансплантацію органів за кордоном, генеруючи значний напрямок медичного туризму в інші країни. Наприклад, за 2013—2015 роки МОЗ України перерахувало іноземним медичним закладам 2,431 мільйона доларів і 616,2 тисячі євро з державного бюджету. Наявний попит на пересадку органів та майже повністю відсутня законодавчо урегульована пропозиція, відсутність прецедентного судового регулювання, спонукає до процвітання в Україні прибуткового чорного ринку трансплантології. Основним юридичним документом в Україні, який регламентує усі аспекти транплантології, є Закон України «Про застосування трансплантації анатомічних матеріалів людині», № 2427-VIII від 17.05.2018.

### Етичні проблеми
Існування та розповсюдження процедур трансплантації органів у країнах, що розвиваються, хоча майже завжди вигідні тим, хто їх отримує, викликають багато етичних проблем. Джерело та спосіб отримання органу для трансплантації є основними етичними питаннями, які слід розглянути, а також поняттям розподільної справедливості. Всесвітня організація охорони здоров'я стверджує, що трансплантація сприяє здоров'ю, але поняття «трансплантаційний туризм» має постійний потенціал порушувати права людини або експлуатувати бідних, мати непередбачені наслідки для здоров'я та надавати нерівний доступ до послуг, що в кінцевому підсумку може спричинити шкоди. Незалежно від «дару життя», в контексті країн, що розвиваються, це може бути примусовим. Практику примусу можна вважати експлуататорською для бідного населення, що порушує основні права людини відповідно до статей 3 та 4 Загальної декларації прав людини. Існує також потужна протилежна точка зору, що торгівля органами, якщо вона належним чином та ефективно регулюється, щоб гарантувати, що продавець повністю поінформований про всі наслідки пожертвування, є взаємовигідною угодою між двома дорослими, що дають згоду, і що сама заборона була б порушення статей 3 та 29 Загальної декларації прав людини.
Навіть у розвинених країнах існує занепокоєння, що ентузіазм щодо збільшення постачання органів може витоптати повагу до права на життя. Питання ускладнюється ще й тим, що критерій «незворотності» законної смерті не може бути адекватно визначений і легко змінюється зі зміною технології.

### Пересаджування штучних органів
Хірурги, зокрема Паоло Маккаріні, у Швеції, провели першу імплантацію синтетичної трахеї у липні 2011 року 36-річному пацієнту, який страждав на рак. Стовбурові клітини, взяті з стегна пацієнта, обробляли факторами росту та інкубували на пластиковій копії його природної трахеї.
Згідно з інформацією, виявленою у шведському документальному фільмі «Документи зсередини: експерименти» («Dokument Inifrån: Experimentten»), пацієнт, Андемаріам продовжував страждати від страшного, і з часом кривавого, кашлю до вмирання, інкубації, у лікарні. На той момент, за результатами розтину, 90 % синтетичної трахеї "втратилось". Він нібито здійснив кілька поїздок, щоб побачити Маккіаріні з приводу його ускладнень, і в якийсь момент йому знову зробили операцію, щоб замінити синтетичну дихальну трубу, але як відомо, до Макк'яріні було важко записатися на прийом. Згідно з розтином, здається, стару синтепонову трубу не замінювали.
Академічні повноваження Макк'яріні були поставлені під сумнів і його нещодавно звинуватили у нібито неправомірній роботі у дослідженні.
Лівошлуночкові допоміжні пристрої (англ. LVAD) також часто використовуються як «міст» для надання додаткового часу, поки пацієнт чекає на трансплантацію. Наприклад, колишньому віце-президенту США Діку Чейні імплантували LVAD у 2010 році, а потім через двадцять місяців йому пересадили серце у 2012 році. У 2012 році в США було вставлено близько 3000 допоміжних пристроїв для шлуночків, порівняно з приблизно 2500 трансплантаціями серця. Використання подушок безпеки в автомобілях, а також більш широке використання шоломів велосипедистами та лижниками зменшило кількість людей із смертельними травмами голови, що є загальним джерелом серця донорів.